# Рустемов, Ерболат Еришбайулы
Ерболат Еришбайулы Рустемов (каз. Ерболат Ерішбайұлы Рүстемов; 6 октября 1994, Жанакорган, Кызылординская область, Казахстан) — казахстанский футболист, защитник.

## Клубная карьера
Воспитанник кызылординского футбола. 19 апреля 2017 года в матче против клуба «Иртыш» Павлодар дебютировал в кубке Казахстана (2:3), выйдя на замену на 90-й минуте вместо Жамбыла Кукеева.
В феврале 2019 года стал игроком казахстанского клуба «Акжайык».
В феврале 2021 года подписал контракт с клубом «Мактаарал». 5 марта 2022 года в матче против клуба «Ордабасы» дебютировал в казахстанской Премьер-лиге (1:1).

## Достижения
«Акжайык»
- Серебряный призёр Первой лиги Казахстана: 2020

«Мактаарал»
- Серебряный призёр Первой лиги Казахстана: 2021

## Клубная статистика
| Игровая карьера | Игровая карьера | Игровая карьера | Лига | Лига | Кубок | Кубок | Межд. | Межд. | Др. | Др. |
| --------------- | --------------- | --------------- | ---- | ---- | ----- | ----- | ----- | ----- | --- | --- |
| 2019            | Акжайык         | Б               | 24   | 6    | —     | —     | —     | —     | —   | —   |
| 2020            | Акжайык         | Б               | 8    | 0    | —     | —     | —     | —     | —   | —   |
| 2021            | Мактаарал       | Б               | 18   | 0    | 7     | 3     | —     | —     | —   | —   |
| 2022            | Мактаарал       | А               | 9    | 0    | 1     | 0     | —     | —     | —   | —   |